# Cavallo Point
Cavallo Point es un centro de conferencias u hotel en el condado de Marin, California. Está ubicado dentro de Fort Baker en el Área Recreativa Nacional Golden Gate. También es conocida como la Logia en el Golden Gate.
Incluye edificios construidos en 1901, en estilo Renacimiento Colonial.
Es parte del Registro Nacional de Lugares Históricos: distrito histórico incluido, Forts Baker, Barry y Cronkhite. Está inscrito en el Registro Nacional de Hoteles Históricos de América.
Architectural Resources Group, un estudio de arquitectura que tenía conservadores de arquitectura como miembros del personal, hizo algunos trabajos allí.